# 里奧納蘭霍區
10°41′02″N 85°08′32″W / 10.68389°N 85.14222°W
里奧納蘭霍區（西班牙語：Río Naranjo），是哥斯達黎加的行政區，位於該國西北部瓜納卡斯特省，由巴加塞斯縣負責管轄，面積43平方公里，海拔高度522米，2013年人口1,099人，人口密度每平方公里26人。